# 田野考古学
田野考古学就是以科學的方法在野外實地考察挖掘、收集實物資料，从事考古活动的一门学科。其主要內容抱括野外調查、田野發掘、室內整理和編寫發掘報告。
田野考古學對中國歷史的貢獻巨大，使中國的信史上推至夏末、商代。20世纪初，这个学科正式提出来的。但当时的田野考古学主要是勘察地面上的遗迹和遗物，依靠地图进行调查，有时则要根据调查结果测绘地图，作为记录的附件。以后，世界各地的田野考古转入以发掘为中心，并扩大调查的对象和范围，方法逐渐完善，技术快速进步。